# Amisulbrom
Amisulbrom ist eine chemische Verbindung aus der Gruppe der Sulfonsäureamide und Triazole. Die Verbindung wurde 2008 von Nissan Chemical als Fungizid eingeführt.

## Gewinnung und Darstellung

### A
Zweistufige Synthese von 3-Brom-6-fluor-2-methyl-1H-indol (A) aus  am Pd-Katalysator.

### B
Entstehung von 1-(N,N-Dimethylsulfamoyl)-1H-1,2,4-triazol-3-sulfonylchlorid (B)

### Amisulbrom
Zur Synthese des Endprodukts Amisulbrom reagieren A und B unter Anwesenheit von Natriumhydroxid, Tetrabutylammonium und Bromtoluol.

## Verwendung
Amisulbrom gehört zu den QiI-Fungiziden, die die Cytochrom-c-Reduktase an der Qi-Stelle hemmen. Es wird gegen Phytophthora infestans an Kartoffeln (Kraut- und Knollenfäule) und Tomaten (Kraut- und Braunfäule), gegen Plasmopara viticola an Wein (Falscher Mehltau der Weinrebe) und gegen Mehltau an Gemüse, Obst und Zierpflanzen eingesetzt.

## Zulassung
Amisulbrom wurde 2014 von der EU-Kommission für Anwendungen als Fungizid in die Liste der zugelassenen Wirkstoffe aufgenommen. Heute ist es in vielen Staaten der EU, auch in Deutschland und Österreich, sowie in der Schweiz als Wirkstoff in Pflanzenschutzmitteln zugelassen.